# Lilastjärtad solfågel
Lilastjärtad solfågel (Anthreptes aurantius) är en fågel i familjen solfåglar inom ordningen tättingar.

## Utseende och läte
Hane lilastjärtad solfågel är karakteristiskt tvåfärgad, lilaglänsande ovan och på stjärten och vit undertill. På vingarna syns grönglänsande teckningar och vid skuldrorna orangefärgade fjädertofsar. Honan är mer grönblå ovan, med tydligt vitt ögonbrynsstreeck, gul buk och vitt på kinder, strupe och bröst. Den skiljer sig från violsolfågel med släktingar genom grönaktiga vingar och att även honan har en glänsande dräkt. Lätena är dåligt kända, men tros likna andra solfåglars.

## Utbredning och systematik
Fågeln förekommer från Kamerun till Gabon, nordöstra Angola, Centralafrikanska republiken och nordöstra Kongo-Kinshasa. Den behandlas som monotypisk, det vill säga att den inte delas in i några underarter.

## Levnadssätt
Lilastjärtad solfågel hittas i skog och skogsbryn. Den påträffas nästan alltid nära vatten.

## Status och hot
Arten har ett stort utbredningsområde, men tros minska i antal, dock inte tillräckligt kraftigt för att den ska betraktas som hotad. Internationella naturvårdsunionen IUCN listar arten som livskraftig (LC).